# 米蛛姬蜂属
米蛛姬蜂属（学名：Millironia）是姬蜂科下的一个属。

## 下属物种
本属包括以下物种：
- 中华米蛛姬蜂 Millironia chinensis He